# William John Burchell
William John Burchell (Fulham, 23 de julio de 1782- ib., 3 de marzo de 1863) fue un naturalista, ilustrador y explorador británico.

## Biografía

### Primeros años
Fue hijo de Matthew Burchell, botánico y propietario del vivero Fulham Nursery, y de su esposa. Burchell realizó su aprendizaje botánico en el Real Jardín Botánico de Kew y fue elegido miembro de la Sociedad Lineana de Londres en 1803. Por aquella época, se enamoró de Lucia Green, de Fulham, pero se enfrentó a la fuerte desaprobación de sus padres cuando planteó la idea de un compromiso.

### Carrera

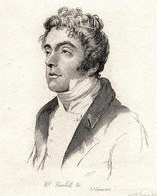
William John Burchell

En agosto de 1805, Burchell, zarpó rumbo a la isla de Santa Elena con la intención de establecerse allí como comerciante junto a un socio londinense, William Balcombe. Tras un año de negocios, Burchell no quiso continuar y disolvieron la sociedad. Tres meses después, aceptó un puesto como maestro de escuela en la isla y, posteriormente, como botánico oficial.
En 1810, se trasladó a Sudáfrica, por recomendación del general J. W. Janssens, para explorar y ampliar su colección botánica. Mientras tanto, la futura esposa de Burchell lo había abandonado por el capitán del barco que la llevaba a Santa Elena para reunirse con él.
Tras desembarcar en Ciudad del Cabo en noviembre de 1810, Burchell comenzó a planificar una expedición al interior. Partió de Ciudad del Cabo en junio de 1811 y  viajó por Sudáfrica hasta 1815, recolectando más de cincuenta mil especímenes y cubriendo más de siete mil kilómetros, gran parte sobre terreno inexplorado por los europeos. Describió su viaje en Travels in the Interior of Southern Africa, una obra de dos volúmenes que apareció en 1822 y 1824. Se cree que Burchell planeó un tercer volumen, ya que el segundo termina mucho antes de que completara su viaje. 
En agosto de 1815 zarpó de Ciudad del Cabo con cuarenta y ocho cajas de especímenes a bordo del barco Kate, haciendo escala en Santa Elena y llegando a Inglaterra en noviembre de 1815. Dada su experiencia y conocimiento de Sudáfrica, en 1819 Burchell fue consultado por un comité de la Cámara de los Comunes británica sobre la idoneidad de la zona para la emigración. Los colonos de 1820 salieron de Inglaterra un año después.
Burchell dedicó tiempo a catalogar y procesar sus especímenes, y a recaudar fondos para su siguiente expedición. En 1825, está en Lisboa. Y en 1825, arriba a Río de Janeiro donde permanece un año. De 1826 a 1829, viaja por la selva amazónica donde recolectó una vez más una gran cantidad de especímenes, incluyendo más de veinte mil insectos. Los diarios de su expedición a Brasil se han perdido. Sus cuadernos de campo, que detallan sus colecciones de plantas, se conservan en el Real Jardín Botánico de Kew y los historiadores los han utilizado para reconstruir la última parte de su viaje.
Obtuvo en 1834 su Doctorado en Leyes Civiles en 1834, en Oxford.
Burchell murió en Fulham en 1863, ahorcándose en una pequeña letrina de su jardín, tras un intento de suicidio no fatal con un disparo. 

## En la Ciencia
Las extensas colecciones africanas de Burchell incluían plantas, pieles de animales, esqueletos, insectos, semillas, bulbos y peces. Tras su muerte, sus especímenes de plantas, dibujos y manuscritos, tanto sudafricanos como brasileños, fueron donados por su hermana, Anna Burchell, al Real Jardín Botánico de Kew, y los insectos a la Universidad de Oxford. 
Es conocido por las abundantes y precisas notas que acompañaba a cada espécimen recolectado, detallando sus hábitos y hábitat, así como por los numerosos dibujos y pinturas de paisajes, personas, animales y plantas.
Describió numerosas nuevas especies y más de trescientas le fueron dedicadas. Realizó además numerosas observaciones astronómicas y meteorológicas. 

## Honores
Fue elegido miembro de la Sociedad linneana de Londres.

### Epónimos
En su honor se nombra:
género
- Burchellia R.Br.[1] de la familia de Rubiaceae

Especies
- (Acanthaceae) Justicia burchellii C.B.Clarke[2]
- (Aizoaceae) Aizoon burchellii N.E.Br.[3]
- (Convolvulaceae) Ipomoea burchellia Meisn.[4]
- (Equidae) Equus quagga burchellii
- (Hyacinthaceae) Veltheimia burchellia Hort.[5]

- La abreviatura «Burch.» se emplea para indicar a William John Burchell como autoridad en la descripción y clasificación científica de los vegetales.[6]

## Obra
- Travels in the interior of southern Africa. Longman, Hurst, Rees, Orme & Brown, Londres 1822-24. Online: Tomo 1, Tomo 2
- Hints on emigration to the Cape of Good Hope. Hatchard & Son, Londres 1819